# Рованд
Рованд (тадж. Рованд) — сельский населённый пункт (тадж. деҳа) в Ванджском районе Горно-Бадахшанской автономной области Республики Таджикистан. Административно относится к сельской общине (джамоату) Рованд, являясь его административным центром.
Расположен в высокогорном районе. Расстояние от села до районного центра (село Ванч) — 50 км.  
Население — 341 человек (2017 г.), таджики. 